# Pocari Sweat

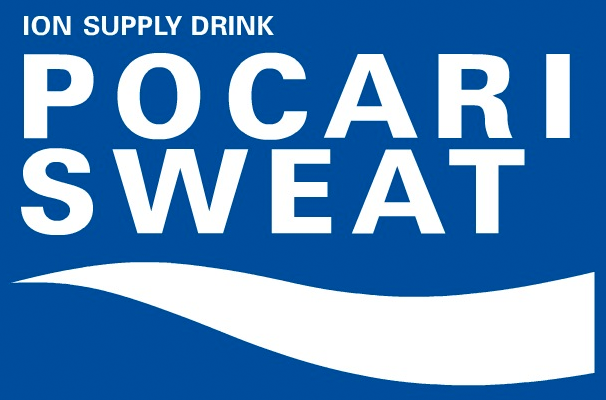
Logo von Pocari Sweat

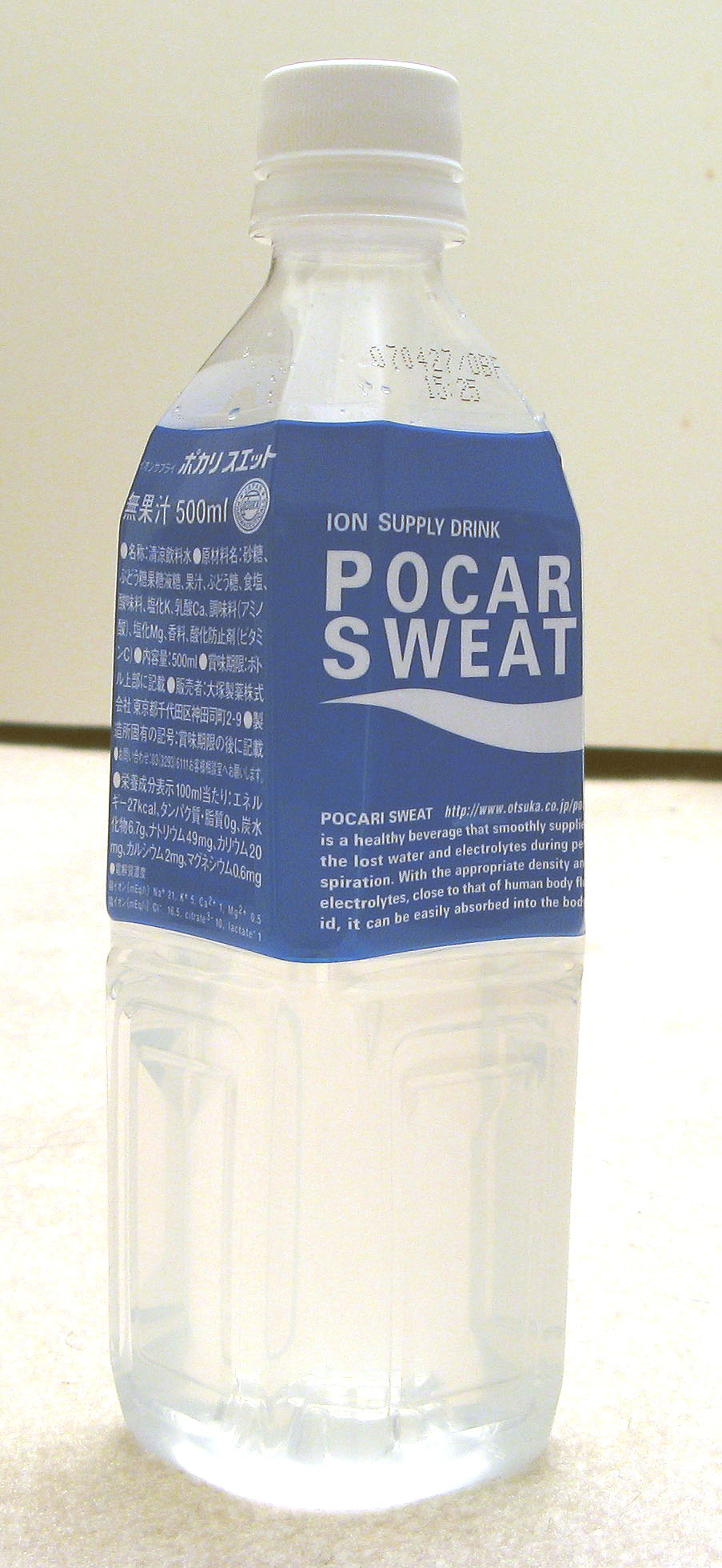
Eine Flasche Pocari Sweat zu 500 ml

Pocari Sweat (japanisch ポカリスエット Pokari Suetto, ugs. kurz ポカリ Pokari) ist ein japanisches isotonisches Erfrischungsgetränk des Pharmaunternehmen Ōtsuka Seiyaku. Das Getränk ist seit 1980 auf dem Getränkemarkt und wird in 14 Ländern vertrieben, vornehmlich auf dem asiatischen Markt, darunter gehören beispielsweise Hongkong, China, Südkorea, Taiwan, Thailand, Indonesien, Philippinen und den Vereinigten Arabischen Emiraten. Daneben ist es zum Beispiel in Australien, den Vereinigten Staaten, Mexiko und in vielen Asia-Läden der westlichen Welt erhältlich.
Das Getränk wurde von Rokuro Harima (播磨六郎 Harima Rokurō), ein Angestellter der Forschungsabteilung von Ōtsuka Seiyaku, nach einer Dienstreise in Mexiko in den 1970er Jahren erfunden. Zu dieser Zeit gab es bereits das aus den Vereinigten Staaten stammende Gatorade, das seit April 1970 auf dem japanischen Markt erhältlich war. Hauptkonkurrent in Japan ist Aquarius, das von The Coca-Cola Company produziert wird. Gatorade zog sich 2015 vom japanischen Markt zurück.
Pocari Sweat bewirbt sich selbst als Ion supply drink. Es enthält Wasser, Zucker, Geschmacksverstärker, Säuren (z. B. Vitamin C), Natriumchlorid, Kaliumchlorid, Lactate und Magnesiumcarbonate. Es wird sowohl in flüssiger als auch in Pulverform verkauft. Die beiden Produkte – Pocari Sweat und Pocari Sweat Ion Water – enthalten Inhaltsstoffe aus der Steviapflanze (ステビア sutebia) und Luohanguo-Frucht (ラカンカ, 羅漢果 rakanka).
Außerdem gibt es das künstlich gesüßte Produkt Pocari Sweat Ion Water (ポカリスエット イオンウォーター Pokari Suetto Ion Wōtā) mit reduziertem Energiegehalt.

## Logo
Das Logo und das visuelle Erscheinungsbild von Pocari Sweat wurde vom österreichischen Grafikdesigner Helmut Schmid entworfen. Darauf basierend überarbeitete der japanische Grafikdesigner Gan Hosoya das heutige Design.